# Stroblalm
Die Stroblalm ist ein Gasthof am Högl auf dem Gebiet der Gemeinde Anger im Landkreis Berchtesgadener Land.
Der Gasthof sowie die Hofkapelle und die ehemalige Schmiede stehen unter Denkmalschutz und sind unter der Nummer D-1-72-112-64 in die Bayerische Denkmalliste eingetragen.

## Baubeschreibung
Der heutige Gasthof Stroblalm ist ein stattlicher zweigeschossiger Bau mit vorkragendem Krüppelwalmdach, Lünettenkniestock und Gewänden aus Sandstein. Das Gebäude ist bezeichnet mit dem Jahr 1843, ist im Kern jedoch älter.
Die ehemalige Schmiede des Steinbruchs, die auch die Werkstatt des Schleif- und Wetzsteinmachers von Oberhögl war, ist ein erdgeschossiger Bruchsteinbau mit vorkragendem Flachsatteldach. Die Schmiede ist am Kamin mit dem Jahr 1674, am Türstock mit dem Jahr 1792 bezeichnet.
Die Hofkapelle, die sogenannte Stroblkapelle, ist ein verputzter, halbrund geschlossener Satteldachbau mit Schindeldeckung und Sandsteingewänden und entstand in der zweiten Hälfte des 19. Jahrhunderts. Gebäude und Ausstattung stehen unter Denkmalschutz.

## Nutzung
Die Stroblalm ist ein beliebtes Ausflugslokal und wird seit 1888 als Gasthof betrieben.

## Lage
Die Stroblalm befindet sich auf der Südseite des Högls an der Stroblalmstraße auf einer Höhe von 760 m ü. NN.